# Sociedad Mesoamericana de Economía Ecológica
"El ISEE es una asociación transdisciplinaria de académicos, profesionales y activistas de una amplia gama de antecedentes. A través de la educación, la investigación, las políticas y la acción social, fomentan la transformación hacia una sociedad equitativa y ecológicamente sostenible con respeto por los derechos de las personas y la naturaleza, la diversidad biológica y cultural. En el corazón de esto, ISEE reconoce que la economía es parte de una biosfera finita y con la necesidad de respetar sus límites ecológicos. ISEE es una organización sin fines de lucro y está regida por miembros."
La Sociedad Mesoamericana y del Caribe de Economía Ecológica (SMEE) es un capítulo regional de la Sociedad Internacional de Economía Ecológica (ISEE). Después de su creación en el 2008, en la Ciudad de Guatemala, se logró concretar su primera reunión bianual en México D.F. en el 2010. Además, entre el 4 y 8 de marzo de 2014 realizó su segundo Congreso bianual en la sede principal de la Universidad de Costa Rica
En esta rama de la ISEE, prevalece una discusión de temás como la justicia social y del aporte humano al ambiente. Principalmente, existe un enfoque de estudiar los conflictos ecológico-distributivos. Esta tendencia está fuertemente influenciada por el "ambientalismo social o de los pobres" descrito por el economista ecológico catalán Joan Martínez Alier. Alier expone que en el Sur existe una lucha en contra de estos conflictos generados por el crecimiento económico en su mayoría del Norte. Esta lucha "intenta conservar el acceso de las comunidades a los recursos naturales y a los servicios ambientales de la naturaleza."
Además de la conexión entre la distribución económica con los conflictos ecológicos, se discute ampliamente el ámbito cultural como lo hace el antropólogo  Arturo Escobar. En su perspectiva, las preferencias culturales influencian de manera importante a la decadencia ambiental. Por ejemplo, la sociedad le da privilegio al modelo capitalista de la naturaleza que enfatiza las ganancias económicas en vez del modelo de ecosistema agroforestal, el cual es menos dañino para el ambiente.  Como pensamiento alternativo en esta región, la SMEE no considera a la valoración monetaria de los servicios ecosistémicos, ni las normas económicas como soluciones efectivas para estos conflictos socio-ambientales. En cambio, una alternativa basada en la conservación por parte de la comunidad y en la gestión de la sostenibilidad son más dialogados por la región mesoamericana. En este sentido se favorecen los procesos de decisión que utilizan valoraciones integrales o multidimensionales como los métodos multicriteriales. Agregando esta perspectiva, se terminan considerando los tres pilares del desarrollo sostenible: el social, ambiental y económico.

## Historia
A partir de la segunda reunión bianual de la Sociedad Internacional de Economía Ecológica en San José, Costa Rica, varios profesionales de la región se interesaron en crear una rama de dicha organización en sus países para responder ante los conflictos socio-ambientales relacionados con las políticas basadas en la economía convencional.
Es hasta el 2008, sin embargo, que el impulso de la FLACSO en Guatemala, el Centro Internacional de Política Económica de la Universidad Nacional de Costa Rica y la Universidad Autónoma Metropolitana de México logró concretar las Jornadas de Economía Ecológica realizadas el 26 y 27 de mayo de 2008 en la Ciudad de Guatemala junto a la participación de entusiastas jóvenes, estudiantes y 50 profesionales de la región.
Expusieron ponentes de gran índole como Alejandro Nadal, Coordinador del grupo de trabajo sobre Medio Ambiente, Macroeconomía, Comercio e Inversiones de la Unión Internacional para la Conservación de la Naturaleza (UICN); David Barkin y Roberto Constantino de la Universidad Autónoma Metropolitana de México; Eduardo García Frapolli del Centro de Investigaciones en Ecosistemas de la Universidad Nacional Autónoma de México; Bernardo Aguilar de la Universidad de Prescott Arizona, Estados Unidos (hoy día Director Ejecutivo de la Fundación Neotrópica en Costa Rica); Miguel Martínez del Fondo Mundial para la Naturaleza (WWF Guatemala) y Juan Pablo Castañeda del Instituto de Agricultura, Recursos Naturales y Ambiente de la Universidad Rafael Landívar de Guatemala.
En esta reunión se plasmó la constitución de la organización. Luego, bajo el liderazgo de la primera Presidente, M.Sc. Iliana Monterroso de Guatemala, se dio la consolidación a nivel de estatutos, inscripción legal, etc.
De acuerdo a la discusión de los participantes, la SMEE se creó con el objetivo de abrir un campo de discusión sobre el desarrollo teórico y metodológico de la economía ecológica, promover la investigación científica multidisciplinaria, interdisciplinaria y transdisciplinaria para la integración de la economía ecológica y apoyar las actividades académicas que se lleven a cabo en relación con la temática en la región.
A partir del 2010, la junta directiva lidió con una baja en membrecías y la crisis financiera. A pesar de estos obstáculos, se lograron varias iniciativas importantes como fueron la creación de la página web y la ejecución de varios estudios y proyectos de economía ecológica junto al aporte de la Fundación Neotrópica {. Además, se prevé la inauguración de una Maestría profesional en Economía Ecológica y Ecología Política en la Universidad para la Cooperación Internacional. Se realizó el segundo Congreso bianual EcoEcoAlternativas 2014.
Congresos COSMCEE
El I Congreso de la Sociedad Mesoamericana de Economía Ecológica, “Trascendiendo Barreras de Pensamiento: Economía Ecológica”, se celebró en el Parque Ecológico Xochimilco, México, D.F. del 22 al 26 de noviembre de ese año. Varios influyentes expositores, como los Dres. Fander Falconí; David Barkin; Mario Pérez y Carlos Muñóz Piña, presentaron y discutieron sobre la plataforma de la Economía ecológica para la promoción de justicia social, ambiental y los principios de la sostenibilidad. El próposito general del congreso fue generar un espacio de discusión en torno a los fundamentos teórico-metodológicos y a la aplicación en Mesoamérica de la Economía Ecológica como saber emergente para promover la justicia social y los principios de la sustentabilidad.
El II Congreso de la Sociedad Mesoamericana de Economía Ecológica, “Eco Eco Alternativas: Avanzando hacia Alternativas para los pueblos y ecosistemas de América Latina”, celebrado en Costa Rica del 4 al 8 de marzo de 2014, tuvo como objetivo promover un debate entre diferentes perspectivas teóricas y prácticas para el abordaje de las problemáticas ambientales por lo que se dividió en tres ejes temáticos: 1) Producción y servicios: Modelos económico-ecológicos alternativos; 2) Conflictos socioambientales, mercados y otras institucionalidades y, por último, 3) Economías ecológicas. Fueron invitados académicos, políticos o miembros de ONG´s de diferentes partes del mundo, que aportaron desde distintas visiones: Joan Martínez Alier (Barcelona) Alberto Acosta (Ecuador), Iliana Monterroso (Guatemala), Eduard Muller (Costa Rica), Walter Pengue (Argentina), Leonardo Merino (Costa Rica) René Castro (Costa Rica), David Barkin (México), Bernardo Aguilar (Costa Rica).
El III Congreso de la Sociedad Mesoamericana de Economía Ecológica, celebrado en la Universidad de Puerto Rico en Mayagüez, del 14 al 18 de noviembre del 2016. Se buscó un cambio profundo hacia el desarrollo y evolución de la conciencia social y ecológica en la región Mesoamericana y del Caribe, la cual es fundamental para entender el rol de la naturaleza en nuestras vidas, apoyar la implantación de nuevos modelos holísticos y multidimensionales, reducir los conflictos ecológicos, promover la justicia social, y fomentar la contribución humana y cultural para el florecimiento de la humanidad y de sus ecosistemas.

Partimos de la premisa de que el pluralismo metodológico que se ha planteado la economía ecológica debe entenderse más allá de la simple filosofía de que “todo se vale”. Más bien, debe responder con una epistemología necesaria a las necesidades que le plantea el contexto de la conflictividad en las regiones que se aplica.
 Mensaje de la Presidencia, Bernardo Aguilar González

## Juntas Directivas
La Junta Directiva rota cada dos años y es usualmente electa alrededor de las conferencias bianuales. La próxima elección se llevará a cabo en octubre de 2016.
Junta Directiva Actual (2022-2024)
- Presidente: Salvador Peniche  México
- Vicepresidente: Aleida Azamar   México
- Secretaria: Olivia Marín El Salvador
- Tesorera: Angélica Picado  Nicaragua
- Vocal 1: David Barkin  México
- Vocal 2: Marcela Marín El Salvador
- Fiscal 1: Mario Sánchez  México
- Fiscal 2: Juan Méndez  Guatemala
- Representante Estudiantil: Mario Daniel Muñoz  México

## Congreso COSMEE 2016
A través de la organización del III Congreso de la Sociedad Mesoamericana de Economía Ecológica se buscó un cambio profundo hacia el desarrollo y evolución de la conciencia social y ecológica en la región Mesoamericana y del Caribe, la cual es fundamental para entender el rol de la naturaleza en nuestras vidas, apoyar la implantación de nuevos modelos holísticos y multidimensionales, reducir los conflictos ecológicos, promover la justicia social, y fomentar la contribución humana y cultural para el florecimiento de la humanidad y de sus ecosistemas.
La realización del III Congreso de la SMEE en Puerto Rico buscó contribuir, no solo a crear lazos de amistad y colaboración entre la SMEE, Puerto Rico y el Caribe, sino también a través de las Américas, desde las tierras del Águila en el Norte hasta las tierras del Cóndor en el Sur, en la búsqueda de una sociedad verdaderamente sustentable, justa, solidaria y en armonía con la naturaleza.

## Informes directivos
A) Libros publicados
1. Azamar Alonso, A., Escobar Moreno, D., y Peniche Camps, S. (Coords)
(2017). Perspectivas de la economía ecológica en el nuevo siglo. Fondo
Editorial Universitario, Universidad de Guadalajara, Universidad de
Chapingo, Universidad Autónoma Metropolitana, Sociedad Mesoamericana
y del Caribe de Economía Ecológica.
2. Sutton, P. y Peniche, S. (2019). Ecosystem services valuation of
Mesoamerica and the Caribbean. University of Denver, Sociedad
Mesoamericana y del Cariba de Economía Ecológica, Universidad de
Guadalajara.
3. Azamar Alonso, A., Silva Macher, J. C. y Zuberman, F. (Coords.). (2021).
Una mirada desde la economía ecológica latinoamericana frente a la crisis
socioecológica. CLACSO-Siglo XXI Editores.
Revistas
1.Azamar Alonso, A. y Maganda Ramírez, C. (2021). The 2020 paradox. A
multisystem crisis in search of a comprehensive response. Regions and
Cohesion, 11 (3)
Eventos
1.En julio de 2018 se presentó el libro “Perspectivas de la
Economía Ecológica en el nuevo siglo“ en la Universidad de Guadalajara con la presencia de Salvador Peniche (actual presidente de la Sociedad).
2.En noviembre de 2018 se realizó el Seminario de Economía Ecológica, que fue hecho en conjunto con la Universidad Autónoma Metropolitana, Xochimilco, contando con la participación de la comunidad estudiantil y de distintos profesores.
3. En junio de 2019 se organizó el Foro de Medio Ambiente realizado en conjunto con la Maestría en Sociedades Sustentables de la Universidad Autónoma Metropolitana.
4.En enero de 2020 se organizó el Foro: El fracaso de COP 25 y los impactos para el cambio climático, realizado en conjunto con la Maestría en Sociedades Sustentables de la Universidad Autónoma Metropolitana.
5. En febrero de 2020 dicté la Conferencia ¿Por qué estudiar Economía Ecológica? realizado en conjunto con la Universidad de Guadalajara.
6. En junio de 2020 se organizó la Conferencia magistral currículum
universitario en la era post Covid-19: el imperativo de la perspectiva ecológica, realizado en conjunto con la Universidad de Guadalajara.
7. En julio de 2020 se organizó el I, II y III Seminario de Conflictos socioambientales en América Latina, realizado en conjunto con la Maestría en Sociedades Sustentables de la Universidad Autónoma Metropolitana, así como con CEAGE (grupo de Perú), Red IQ Perú, Grupo de Trabajo de Geografía crítica de CLACSO y la red TELAR.
8. En julio de 2020 se organizó el evento Conversaciones sobre extractivismo y alternativas de desarrollo en tiempos del COVID- 19 realizado en conjunto con FUNDAR y otras organizaciones de análisis crítico, económico y ambiental de México.
9. En julio de 2020 se organizó el Foro Día mundial de la minería a cielo abierto, realizado en conjunto con la Maestría en Sociedades Sustentables de Universidad Autónoma Metropolitana, Grupo de Trabajo de Geografía crítica de CLACSO y la red TELAR.
10. En agosto se organizó el evento Un balance de las políticas
socioambientales en América Latina que contó la participación los
ponentes: Aleida Azamar, Clovis Cavalcanti, Fander Falconí, Sergio Molina y Guillermo Peinado.
11. En agosto de 2020 se organizó el Seminario Miradas críticas sobre sustentabilidad, economía y ecología realizado en conjunto con la Maestría en Sociedades Sustentables de la Universidad Autónoma Metropolitana, CEAGE (Perú), Red IQ Perú, Grupo de Trabajo de Geografía Críitica deClacso con 20 ponentes y moderadores de distintos países de AméricaLatina.
12. En marzo de 2021 se impartió el Curso de Economía Ecológica, para este se invitó a panelistas de la Sociedad como a colegas guatemaltecos.
13. En marzo de 2021 se llegó a un acuerdo con la Secretaría de Medio Ambiente y Recursos Naturales (SEMARNAT) de México, logrando un convenio para realizar un Seminario semanal permanente en el que se invita a diferentes académicos, comunidades y tomadores de decisiones.
14. A lo largo del año 2021 y 2022 se han realizado distintos eventos de divulgación académica propuestos en colaboración con estudiantes y docentes de la Maestría en Sociedades Sustentables de la Universidad Autónoma Metropolitana.
15. Para los siguientes meses se tiene planeado dar una curso sobre Economía Ecológica a colegas de Honduras, en el que participarán algunos miembros de la Sociedad.